# Reiterheide
Koordinaten: 52° 34′ 55″ N, 9° 36′ 6″ O
Die Reiterheide ist eine Heidefläche in Neustadt am Rübenberge in der Region Hannover.

## Lage
Die Heidefläche liegt östlich von Helstorf, einem Ortsteil von Neustadt am Rübenberge, auf Binnendünen am Rand des Leinetals. Die rund 10 Hektar große Heidefläche ist ein Rest einer früher ausgedehnten Heidelandschaft, die als Helstorfer Heide bezeichnet wurde. Die Reiterheide ist als Teil des Landschaftsschutzgebietes „Blankes Moor“ eine der letzten flächig mit Zwergstrauchheiden bestandenen Heidefläche in der Region Hannover.

## Beschreibung
Die Helstorfer Heide entstand ab dem späten Mittelalter infolge der Nutzung der zuvor bewaldeten Flächen. Auf den nach Holzeinschlag oder Brandrodung bewirtschafteten Flächen verarmten die Böden rasch. In der Folge siedelten spezialisierte Arten wie die Besenheide. Die nicht mehr ackerbaulich nutzbaren Flächen wurden mit Schafen beweidet. Der nun durchgeführte Plaggenhieb förderte die Verarmung der Böden weiter.
Ende des 19. Jahrhunderts wurden erste Flächen der Heide aufgeforstet. Verstärkt wurden die Heideflächen erst ab 1930 aufgeforstet, und erst nach 1950 begann man, die Helstorfer Heide großflächig aufzuforsten. Um 1960 war nur noch die Heidefläche der Reiterheide nicht aufgeforstet.
In dem Gebiet, das noch bis nach dem Zweiten Weltkrieg als Schafweide genutzt wurde, wurden ab Anfang der 1920er-Jahre Reitturniere durchgeführt. Hiervon erhielt das Gebiet seinen heutigen Namen. Außerdem fanden Pferderennen statt und das Gelände wurde für Nutztier- und Landmaschinenschauen, Fußballturniere, verschiedene Feste und Manöver der Bundeswehr genutzt, was sich negativ auf die Vegetation auswirkte. Die Nutzungen wurden Ende der 1980er-Jahre eingestellt. Heute wird in der Heide nur noch ein Gottesdienst an Himmelfahrt gefeiert und im späten Herbst der Heidelauf durchgeführt. Da die Heide nicht gepflegt wurde, entwickelte sich durch Gehölzanflug langsam ein Kiefern-Birken-Wald. Von 1992 bis 1998 wurden Maßnahmen zur Wiederherstellung der Heide ergriffen, darunter Entkusselungsmaßnahmen, Abplaggen und Heidemahd und die Wiederansaat der Besenheide auf den abgeplaggten Flächen sowie das Auslichten des die Reiterheide umgebenden Kiefernbestandes zur Verringerung der Beschattung der Heidefläche. Zur weiteren Aufwertung des Gebietes wurde teilweise ein standorttypischer Waldrandstreifen mit Stieleiche, Eberesche, Haselnuss, Eingriffeligem Weißdorn, Schlehdorn, Hundsrose, Brombeere und Schwarzem Holunder gepflanzt, der gleichzeitig auch den angrenzenden Wald vor Windbruch schützen soll.
Die Fläche wird von Besenheide und Gräsern wie Drahtschmiele, Borstgras und Rotem Straußgras auf sandigem Untergrund geprägt. In die Heide ist stellenweise Ginster eingestreut. Teilweise stocken Hängebirke und Waldkiefer. Die Reiterheide ist Lebensraum zahlreicher Insekten, darunter Schmetterlinge wie Gemeiner Bläuling, Kleiner Perlmuttfalter, Distelfalter, Admiral, Zitronenfalter, Gammaeule und Heidekraut-Bunteule, Hummeln, Wildbienen und Grabwespen, Heuschrecken wie die Gefleckte Keulenschrecke, Käfer, darunter Laufkäfer wie der Sandlaufkäfer und Ameisen sowie verschiedene Spinnenarten. Das Gebiet beherbergt zusammen mit den angrenzenden Wäldern auch verschiedene Vogelarten.
Zum Erhalt der Heide sind wiederholt Pflegemaßnahmen nötig. Seit 2014 wird die Heide zur Pflege mit Heidschnucken und Ziegen beweidet. Zusätzlich werden Entkusselungsmaßnahmen durchgeführt.
Durch die Reiterheide verlaufen mehrere Wege. Eine Schautafel gibt Hinweise zur Bedeutung des Gebietes als Lebensraum für Pflanzen und Tiere.

## Umgebung

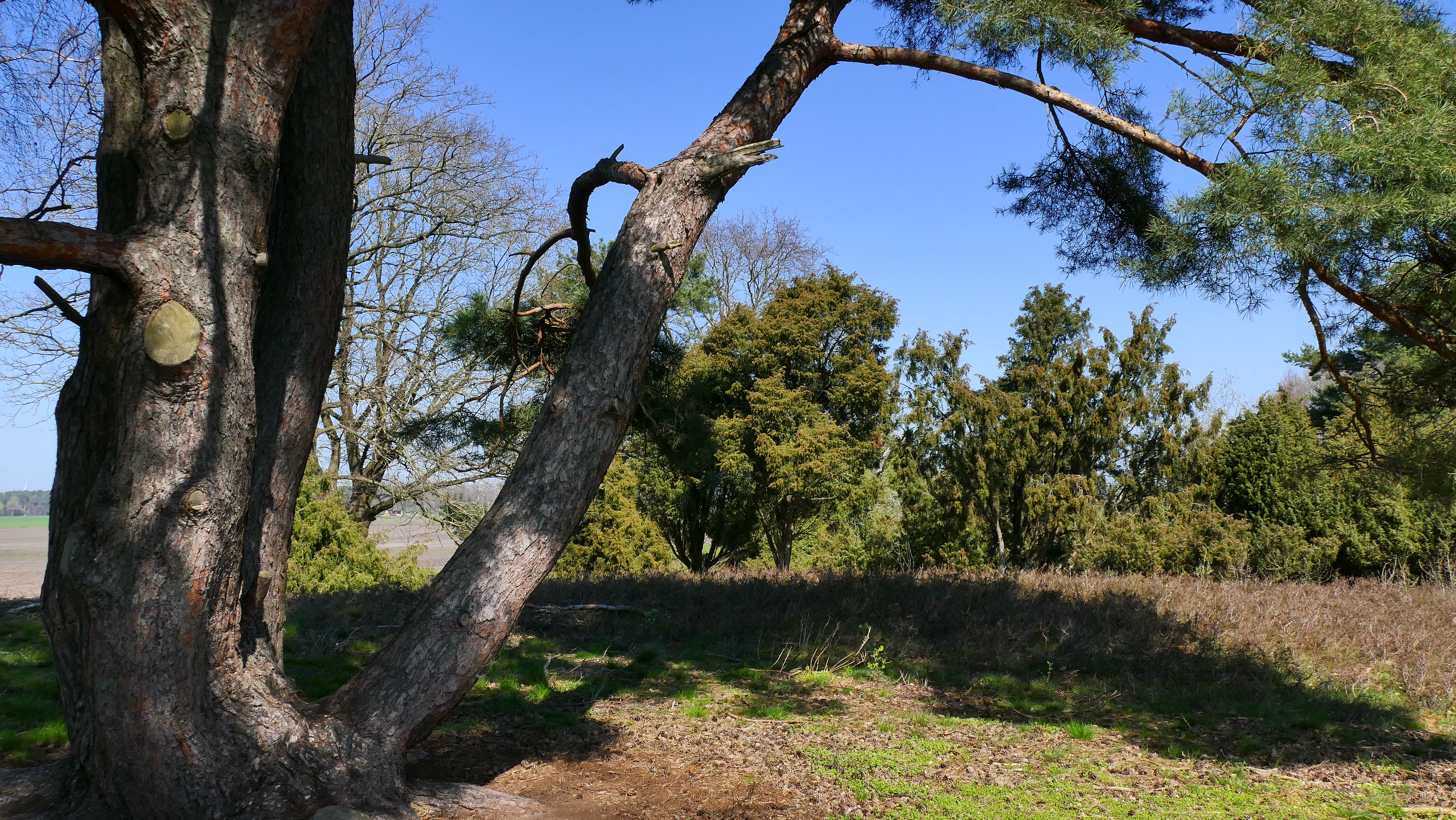
Wacholderheide nordöstlich der Reiterheide

Im Nordosten der Reiterheide liegt in gut 500 Meter Luftlinie entfernt eine kleine, als Naturdenkmal ausgewiesene Wacholderheide. Diese stellt ebenfalls einen Rest der einst bedeutend größeren Helstorfer Heide dar. Beide Heidegebiete waren ursprünglich miteinander verbunden.